# Canindé
Canindé est une ville brésilienne de l'État du Ceará.
C'est la douzième municipalité la plus peuplée de Ceará avec 77.514 habitants, selon les estimations de l'Institut brésilien de géographie et de statistiques de 2017.
La religiosité et la vie quotidienne de la population sont étroitement liées, et encore moins pendant les mois de forte affluence nourris par les pèlerins de tout le Brésil, qui viennent à Canindé pour placer leur foi et leur dévotion dans les différents lieux de pèlerinage considérés comme sacrés par les visiteurs comme la Basilique de São Francisco das Chagas; La Statue de Saint François, monument gigantesque de plus de 30 mètres de haut; Le chemin de la croix Le Zoo municipal et Praça dos Romeiros - un amphithéâtre en plein air avec une capacité de plus de 120 mille personnes.
La fête de Saint François de Chagas, l'un des plus anciens événements religieux au Brésil, se déroule du 24 septembre au 4 octobre (date dédiée à saint François). Cette date est changée seulement dans les années d'élection.

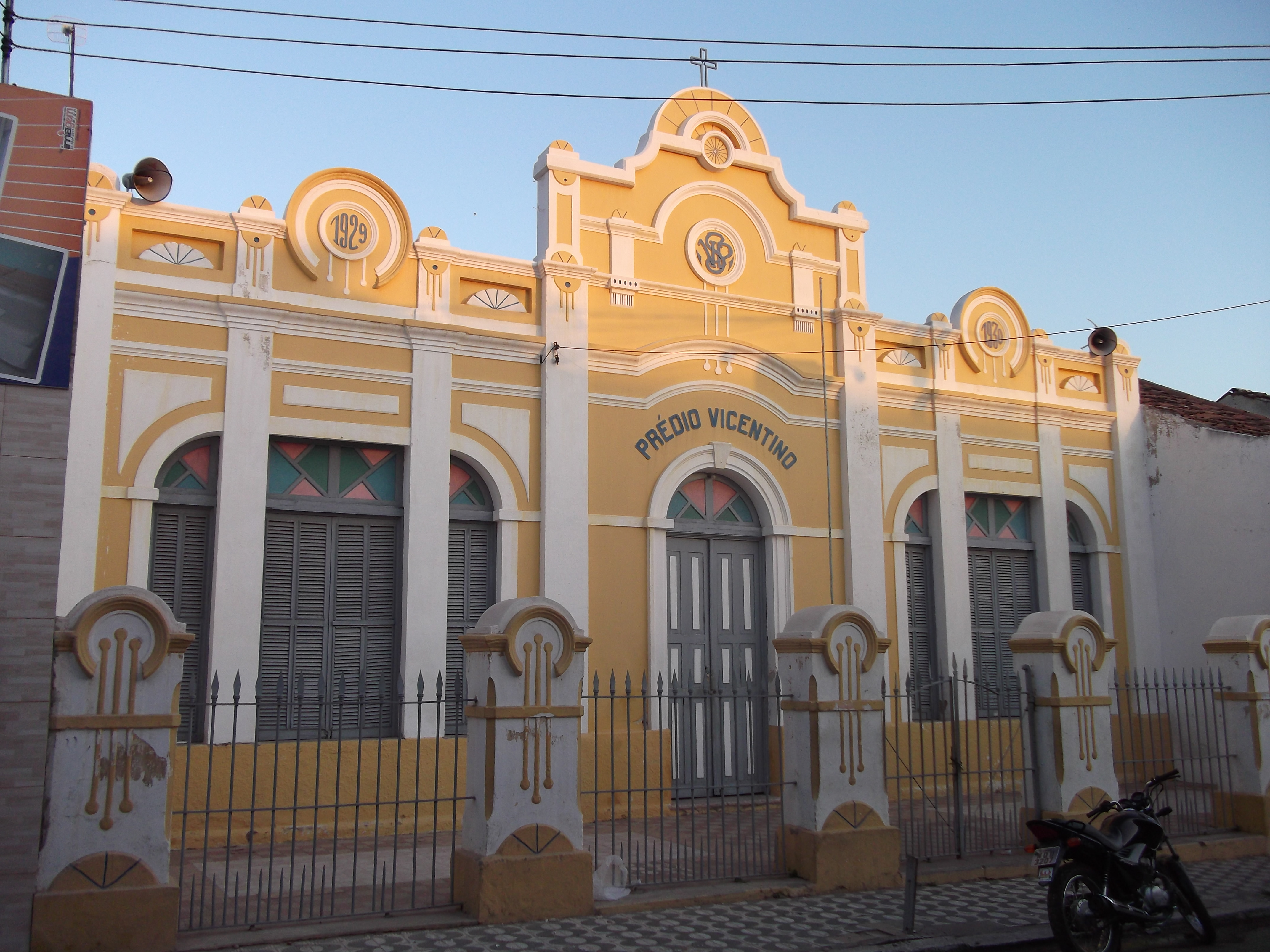
Immeuble Vincentino

## Maires
| Période | Période | Identité         | Étiquette | Qualité |
| ------- | ------- | ---------------- | --------- | ------- |
| 2009    | 2012    | Cláudio Pessoa   | PSDB      |         |
| 2013    | 2016    | Celso Crisóstomo | PT        |         |
| 2017    | 2020    | Rozário Ximenes  | MDB       |         |